# Noć punih meseca
Noć punih meseca je epizoda serijala Mali rendžer (Kit Teler) obјavljena u Lunov magnus stripu #215. Epizoda je objavljena premijerno u bivšoj Jugoslaviji u avgustu 1976. godine. Koštala je 8 dinara (0,44 $; 1,1 DEM). Imala je 91 stranu. Izdavač јe bio Dnevnik iz Novog Sada. Naslovna strana predstavlja po svoj prilici precrtan original Donatelijeve naslovnice iz 1971. Jugoslovenski autor naslovne stranice za LMS nije poznat. (Prvi deo ove epizode objavljen je u LMS-214 pod nazivom Gospodarica mraka, koji je izašao nedelju dana ranije.)

## Originalna epizoda
Prvi deo epizode je premijerno objavljen u Italiji u svesci #90 pod nazivom La petra della vita (Kamen života), koja je objavljena u maju 1971. godine.   Obe sveske koštale su po 200 lira (0,32 $; 1,27 DEM). Epizodu je nacrtao Frančesko Gamba, a scenario napisao Andrea Lavecolo. Originalne naslovnice nacrtao je Franko Donateli, tadašnji crtač Zagora.

## Kratak sadržaj
Grupa pobunjenika napada Gospodaricu mraka i njenog pomoćnika. Kit sve to posmatra iz zaklona, ali ipak odlučuje da se umeša i pomogne Gospodarici. Time dobija njenu naklonost. Ona mu priča kako je njen narod došao na Zemlju. Pećinski narod je zapravo poreklom za neke daleke planete na kojoj je nestalo prirodnih resursa, posebno bakra koji im je neophodan za život. Kada su stigli na Zemlju, našli su bakar i odlučili da ostave grupu od 50 pripadnika da ga eksploatišu i šalju nazad na svoju planetu. Sa sobom su poneli svu naprednu tehnologiju (alate, oružje, prevozna sredstva, sredstva za komunikaciju) koja je bila nekoliko generacija ispred zemaljske. Zemljani ih, međutim, nisu lepo dočekali, pa su rešili da se skrivaju u pećini. Od tada, narod eksploatiše bakar i šalje ga svemirskim brodom na svoju planetu.
Iako mu je zahvalna što ju je spasio, Gospodarica ne namerava da pusti Kita iz pećine, jer ne želi da rizikuje da Kit otkrije Zemljanima njihovo skrovište. Kit pokušava da pobegne, ali neuspešno. Kit koristi oružje vanzemaljaca da bi probušio rupu u steni, ali od upotrebe oružja umire. (Oružje nije prilagođeno upotrebi za bilo koga osim vanzemaljaca koji su ga doneli sa svoje planete.) Gospodarica naređuje uz pomoć Kamena života oživi Kita, ali mu uz pomoć posebne mašine izbriše pamćenje. Gospodarica oslobađa Kita, koji se nalazi sa rendžerima, ali se ne seća događaja iz pećine.

## Fantastična priča
Ovo je druga u seriji epizoda Malog rendžera sa pod naslovom „Fantastična priča“, koja ukazuje na to da je u zapletu priče neka vanzemaljska sila ili neke natprirodne sposobnosti. (Prva je bila LMS178.) Nekoliko kasnijih epizoda Malog rendžera su takođe se označene kao fantastične priče. (LMS218-19, LMS302-3, LMS326-27, LMS373, LMS 503-5.) Sličan koncept je kasnije preuzet u nekim epizodama Zagora (ZS263, ZS324-5, ZS330-1, ZS389-90, ZS514-16, ZS 584-88, ZS639-41) i Teksa Vilera (ZS301-2) i Velikog Bleka (LMS401).

## Reprize
U Italiji je ova epizoda reprizirana u  #44-45 edicije Edizioni If, koja su izašle 14. januara i 14. februara 2016. Koštala je €8. U Hrvatskoj su u izdanju Ludensa ove dve sveske objavljene pod nazivom Silver Lake i Kamen života 30. juna, tj. 9. septembra 2021. Prodavale su se po ceni od 39,9 kuna (€5,5). U Srbiji su se prodavale po ceni od 450 dinara (€3,8).

## Prethodna i naredna sveska Malog rendžera u LMS
Prethodna sveska Malog rendžera u LMS nosila je naziv Gospodarica mraka (LMS214), a naredna Čovek s plaštom (LMS218).